# Tatiana Sjvyganova
Tatiana Sjvyganova, född den 9 september 1960, är en sovjetisk landhockeyspelare.
Hon tog OS-brons i damernas landhockeyturnering i samband med de olympiska landhockeytävlingarna 1980 i Moskva.